# Laugardalshöll
Die Laugardalshöll (auch: Laugardallshöllin, oder genauer Íþróttahöllin í Laugardal (deutsch Die Sporthalle im Laugardal)) ist eine Mehrzweckhalle in der isländischen Hauptstadt Reykjavík.

## Geschichte
Die Halle hat eine Fläche von circa 6500 m² und bietet etwa 5500 Zuschauern Platz. Inklusive Stehplätzen bietet die Halle sogar eine maximale Kapazität für bis zu 11.000 Zuschauern. Bei ihrer Einweihung am 6. Dezember 1965 war sie die größte Veranstaltungshalle in Island, wurde allerdings zeitnah von der Egilshöll abgelöst. Neben Sportveranstaltungen finden hier auch Ausstellungen und Konzerte statt. 1972 gewann Bobby Fischer in dieser Arena den Titel des Schachweltmeisters im Match des Jahrhunderts gegen Boris Spasski. Die Arena ist Islands größte Veranstaltungshalle im Rahmen von Konzerten und Festivals. 1995 fand hier die Handball-Weltmeisterschaft der Männer statt. Seit 2015 wird jährlich das Söngvakeppnin – der isländische Vorentscheid zum Eurovision Song Contest – in der Halle ausgetragen.
Mitte 2017 plante man eine Renovierung und eine Bauerweiterung der Halle, welche aber aus Kostengründen abgelehnt wurde.